# Cupania glabra
Cupania glabra es una especie arbórea de la familia Sapindaceae, nativo de Mesoamérica. Posee diversos nombres comunes, entre ellos cascuá, guara, cola de pavo, quebracho, guarana y treshuevos, muchos de sus nombres comunes los comparte con otras especies de Cupania y del género Trichilia por su similitud con otras especies de estos géneros. En inglés se le conoce como Florida toadwood y wild ackee, este último por la semejanza en sus hojas y frutos con Blighia sapida, el árbol que produce la fruta nacional de Jamaica y que también pertenece a la familia Sapindaceae.

## Descripción
Es un árbol de hasta 30 metros de alto, con tronco recto pero muy deformado de hasta 50 cm de grosor. Ramificación generalmente solo en las partes altas del árbol. Las ramas poseen hileras longitudinales de lenticelas color crema. 
Hojas grandes compuestas, 6 a 14 foliolos, glabros, alternos, oblongos o elípticos, ligeramente dentados o casi enteros, con el ápice redondeado, truncado o a veces retuso. Son imparipinadas pero poseen el folíolo terminal inclinado hacia un costado dando apariencia a la hoja de paripinnada.
Flores en racimos axilares, con 5 sépalos y 5 pétalos. El fruto es una cápsula verde o marrón con berrugas color crema, dura, áspera, glabra, trilobulada y dehiscente. Cada fruto posee dos o tres semillas negras ovoides en su interior con un arilo amarillo-verdoso o anaranjado, las semillas caen del fruto al abrirse.

## Distribución
Se extiende desde México hasta Colombia y por las islas del Caribe y Florida en Estados Unidos. Puede crecer a altitudes desde los 0 hasta los 1900 m s. n. m. y es adaptable a diversos climas y suelos.

## Usos
Posee una madera considerablemente dura que se utiliza para fabricación de tablas, vigas y postes, también se utiliza para sombra en cultivos de café.

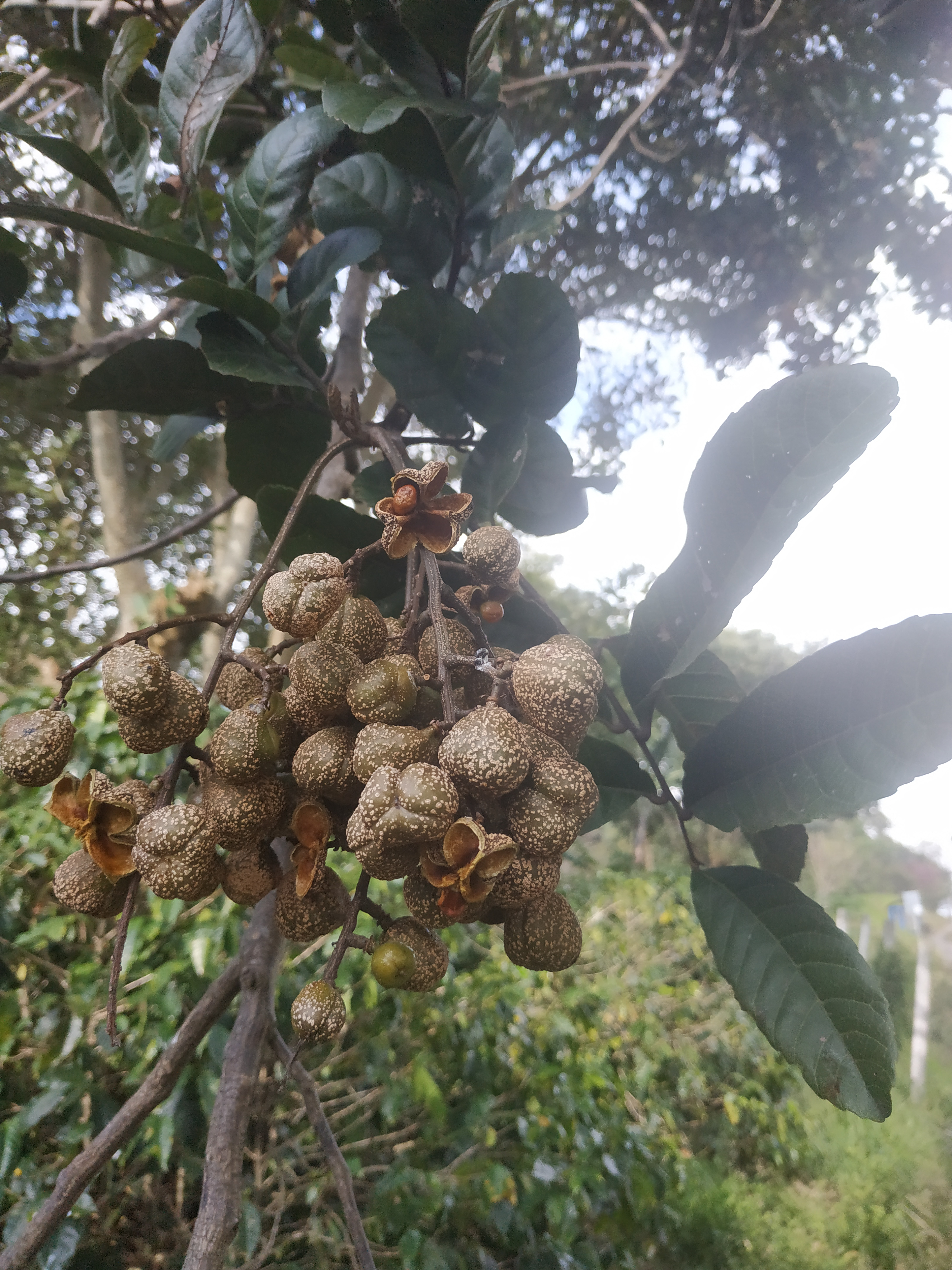
Frutos tipo cápsula de la especie.
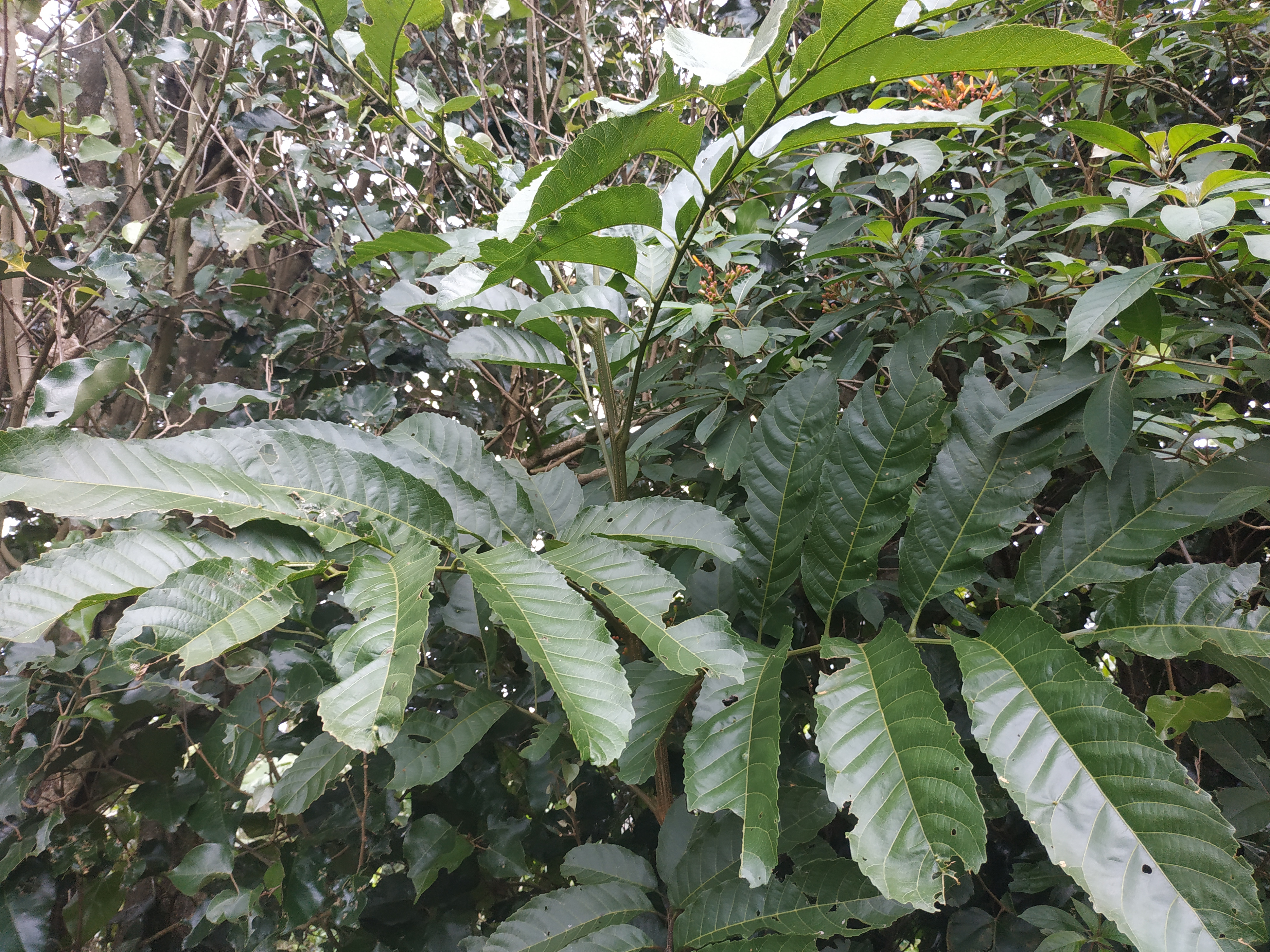
Árbol jóven.
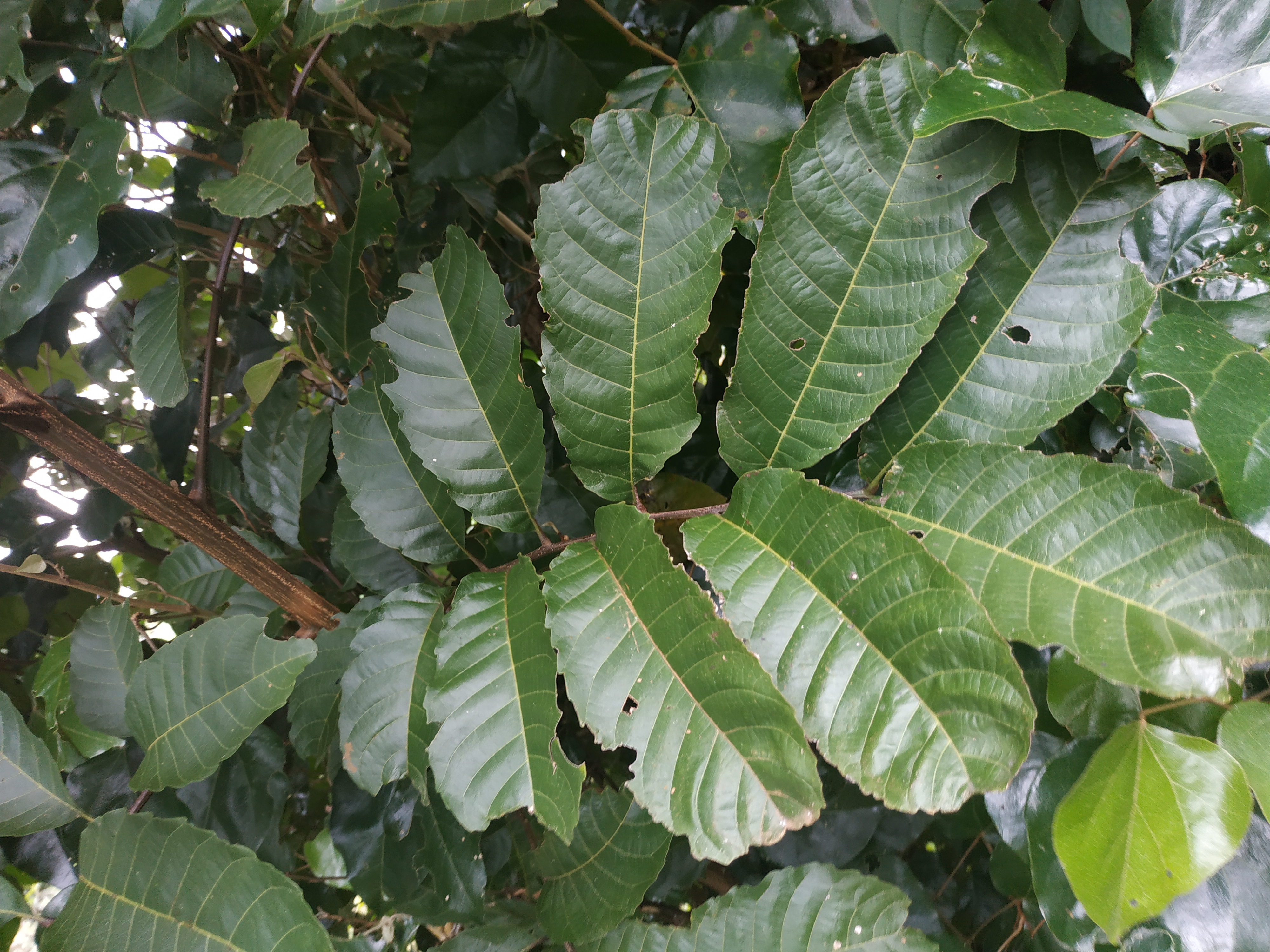
Hojas maduras.
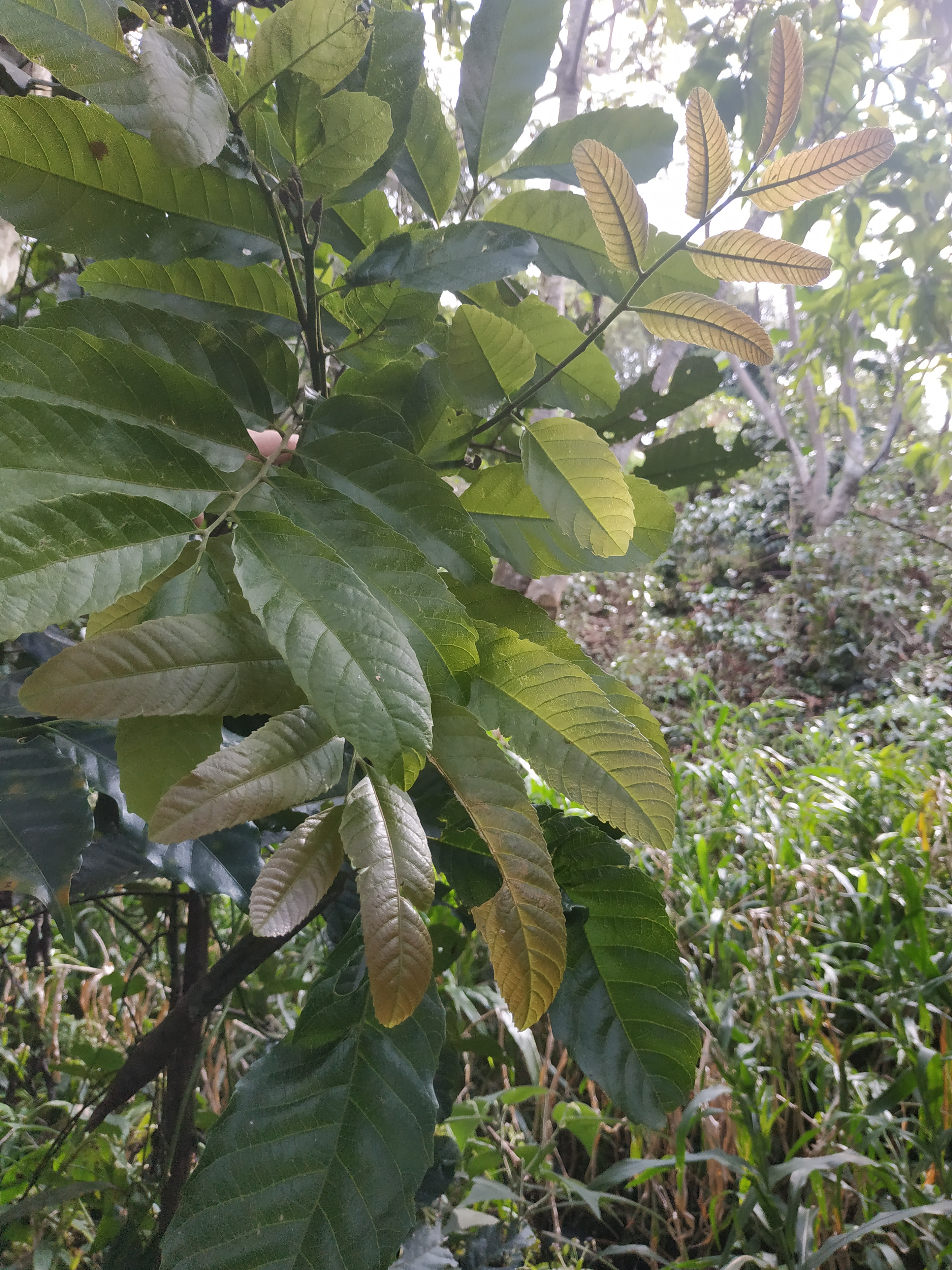
Brotes nuevos de las hojas.
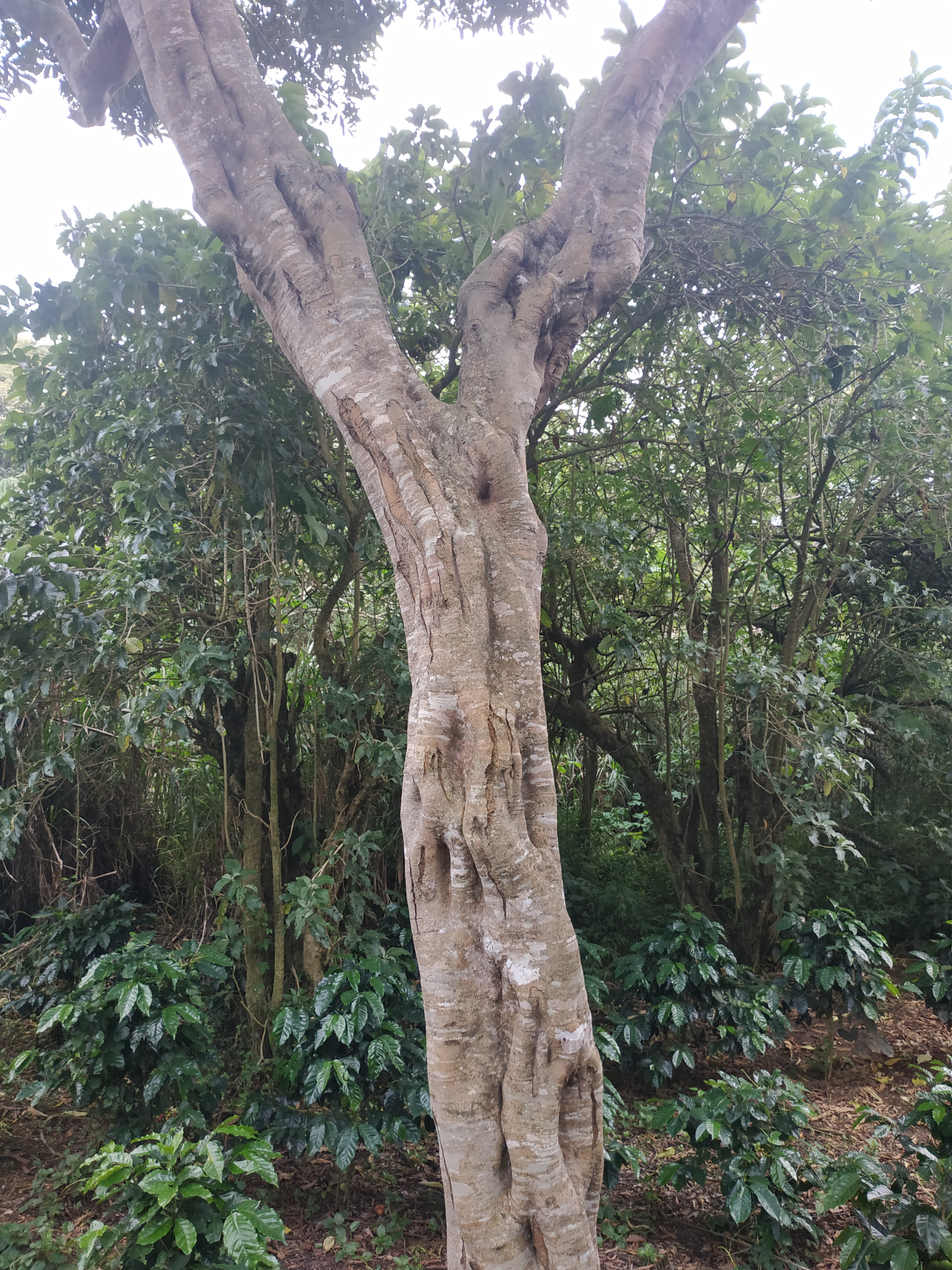
Aspecto del tronco del árbol adulto.